# 小行星8908
小行星8908（英語：8908）是一颗围绕太阳公转的小行星。1995年11月18日，上田清二、金田宏在钏路市发现了此天体。
这颗小行星的绝对星等为168.566098521766等。